# Prunaru (okręg Teleorman)
Prunaru – wieś w Rumunii, w okręgu Teleorman, w gminie Bujoreni. W 2011 roku liczyła 454 mieszkańców.